# Liste der Baudenkmäler in Laer
Die Liste der Baudenkmäler in Laer enthält die denkmalgeschützten Bauwerke auf dem Gebiet der Gemeinde Laer im Kreis Steinfurt in Nordrhein-Westfalen (Stand: Mai 2021). Diese Baudenkmäler sind in der Denkmalliste der Gemeinde Laer eingetragen; Grundlage für die Aufnahme ist das Denkmalschutzgesetz Nordrhein-Westfalen (DSchG NRW).

Baudenkmäler sind „Denkmäler, die aus baulichen Anlagen oder Teilen baulicher Anlagen bestehen“. Die Denkmalliste der Gemeinde Laer umfasst 34 Baudenkmäler, darunter 16 Kleindenkmäler, neun Hofanlagen oder landwirtschaftliche Gebäude sowie je drei Kirchen oder Kapellen, Geschäftshäuser und Wohnhäuser.

## Baudenkmäler
Die Liste umfasst falls vorhanden eine Fotografie des Denkmals, als Bezeichnung falls vorhanden den Namen, sonst kursiv den Gebäudetyp, die Ortschaft in der das Baudenkmal liegt und die Adresse, falls bekannt die Bauzeit, das Datum der Unterschutzstellung und die Eintragungsnummer der unteren Denkmalbehörde der Gemeinde Laer. Der Name entspricht dabei der Bezeichnung durch die untere Denkmalbehörde der Gemeinde Laer. Abkürzungen wurden zum besseren Verständnis aufgelöst, die Typografie an die in der Wikipedia übliche angepasst und Tippfehler korrigiert.
| Bild | Bezeichnung                                                               | Lage                                                                                 | Beschreibung | Bauzeit                                                 | Eingetragen seit | Denkmal- nummer |
| --- | ------------------------------------------------------------------------- | ------------------------------------------------------------------------------------ | --- | ------------------------------------------------------- | ---------------- | --------------- |
| Haus Rollier einstöckiges Traufenhaus | Haus Rollier einstöckiges Traufenhaus                                     | Laer Bernhard-Holtmann-Straße 6 Karte                                                | | 18. Jahrhundert                                         | 23.11.1983       | A 01            |
| weitere Bilder | Mühlenturm (frühere Hofstelle Schulze Welling)                            | Laer Mühlenhoek 1a Karte                                                             | Mühle mit gemauertem, rundem Schaft, Wall, Kappe mit Welle und Flügel                                            | 1920er Jahre                                            | 13.08.1984       | A 02            |
| BW | Zweigeschossiger Speicher                                                 | Laer Vowinkel 14 Karte                                                               | | etwa 1850                                               | 12.12.1984       | A 03            |
| Zweigeschossiger Fachwerkbau | Zweigeschossiger Fachwerkbau                                              | Laer Borghof 19 Karte                                                                | zweigeschossiger Fachwerkbau                                                                                     | vor 1821                                                | 12.12.1984       | A 04            |
| BW | Alter Wohnteil mit Flett in dem Haupthaus und der Speicher auf dem Hof    | Laer Altenberger Straße 6 Karte                                                      | | vor 1600                                                | 24.01.1985       | A 05            |
| BW | Bildstock „Pieta“                                                         | Borghorster Straße 61 Karte                                                          | Piéta auf Sockel                                                                                                 | 19. Jahrhundert                                         | 19.03.1985       | A 06            |
| BW | Josefstatue mit Kind                                                      | Laer Horstmarer Straße 17 Karte                                                      | | 1901                                                    | 12.05.1986       | A 07            |
| BW | Wappensteine „von Falke und von Nagel“                                    | Laer Hohe Straße 8 Karte                                                             | Sandsteinwappen                                                                                                  |                                                         | 20.05.1986       | A 08            |
| BW | Bildstock „Geißelung Jesu“                                                | Altenburg 4 Karte                                                                    | barocker Bildstock                                                                                               | 1743                                                    | 03.06.1986       | A 09            |
| BW | Wappensteine des Fürstbischofs Friedrich Christian von Plettenberg        | Laer an der Ewaldibrücke L 579 – Münsterdamm Karte                                   | | Anfang des 18. Jahrhunderts                             | 17.07.1986       | A 10            |
| BW | Bildstock „Maria Immaculata“                                              | Laer Horstmarer Straße 17 Karte                                                      | Madonnenstatue                                                                                                   | 1876                                                    | 06.10.1986       | A 11            |
| Wohnteil eines ehemaligen Bauernhauses, sowie Speicher                                                                                   | Wohnteil eines ehemaligen Bauernhauses, sowie Speicher                    | Laer Mühlenhoek 1 Karte                                                              | a) Parlamentarischer Teil des Rathauses Laer b) Begegnungsstätte „Alter Speicher“                                | 1599 (Wohnteil) 1870 (Speicher)                         | 18.11.1986       | A 12            |
| BW | Bildstock „Herz Jesu“                                                     | Laer Königstraße 59 Karte                                                            | | zweite Hälfte des 19. Jahrhunderts                      | 19.01.1987       | A 13            |
| BW | Hofanlage                                                                 | Laer Altenburg 8 Karte                                                               | Dreiständerfachwerkhaus Bruchsteinspeicher mit Fachwerkaufbau unter Satteldach Fachwerkschuppen unter Satteldach | zweite Hälfte des 17./erste Hälfte des 18. Jahrhunderts | 31.07.1987       | A 14            |
| weitere Bilder | katholische Pfarrkirche St. Bartholomäus                                  | Laer Hohe Straße/Kirchstraße Karte                                                   | | 1485                                                    | 24.05.1988       | A 15            |
| weitere Bilder | katholische Pfarrkirche St. Marien Holthausen                             | Holthausen Borghof Karte                                                             | | 1448 (Chor) 1787 (Saal)                                 | 24.05.1988       | A 16            |
| BW | Plastik „Christus im Grabe“                                               | Holthausen Am Blick (Kath. Friedhof)/jetzt in der Pfarrkirche des Ortes (2013) Karte | barocke Sandsteinplastik                                                                                         | um 1650                                                 | 24.05.1988       | A 17            |
| BW | Bildstocktorso „Fief-Wunnen-Steen“                                        | Laer Horstmarer Straße 13 Karte                                                      | Sandsteinplatte                                                                                                  | um 1700                                                 | 24.05.1988       | A 18            |
| BW | Standfigur „St. Johannes Nepomuk“                                         | Borghorster Straße Karte                                                             | Sandsteinstatue auf Sockel                                                                                       | 1746                                                    | 24.05.1988       | A 19            |
| BW | Steinkreuz „Heidenkrüß“ unter der alten Gerichtslinde „Heidenbaum“        | Laer Darfelder Straße/Am Heidenbaum Karte                                            | spätgotisches Sandsteinkreuz auf Sockel                                                                          | spätes 15. Jahrhundert/Anfang des 16. Jahrhunderts      | 24.05.1988       | A 20            |
| BW | Wappenstein mit dem Allianzwappen des Grafen Arnold I. von Steinfurt      | Laer Mühlenhoek 1 Karte                                                              | barockes Sandsteinrelief                                                                                         | nach 1700                                               | 24.05.1988       | A 21            |
| | Bildstock „Schmerzhafte Muttergottes“                                     | Laer Aabauernschaft 3                                                                | |                                                         | 30.09.1988       | A 22            |
| [[Vorlage:Bilderwunsch/code!/C:52.0358902,7.3752999!/D:Marienstatue „Maria Immaculata“, Borghof 1 (auf einer Anhöhe an der L550)!/\|BW]] | Marienstatue „Maria Immaculata“                                           | Laer Borghof 1 (auf einer Anhöhe an der L550) Karte                                  | neugotische Statue auf Rechtecksockel                                                                            | um 1900                                                 | 10.11.1988       | A 22a           |
| BW | Holzkreuz mit Korpus                                                      | Laer Borghorster Straße 49 Karte                                                     | barockes Kruzifix                                                                                                | Mitte des 18. Jahrhunderts                              | 10.11.1988       | A 23            |
| BW | Hochkreuz mit Korpus                                                      | Laer Borghorster Straße 61 Karte                                                     | historistisches Sandsteinkreuz auf Sockel                                                                        | um 1900                                                 | 10.11.1988       | A 24            |
| [[Vorlage:Bilderwunsch/code!/C:52.0550119,7.3566363!/D:Herz-Jesu-Kapelle, Aabauerschaft, Borgweg an der Ecke zur Pohlstraße!/\|BW]]      | Herz-Jesu-Kapelle                                                         | Laer Aabauerschaft, Borgweg an der Ecke zur Pohlstraße Karte                         | | 1920er Jahre                                            | 06.06.1989       | A 25            |
| [[Vorlage:Bilderwunsch/code!/C:52.045471,7.3027811!/D:Bildstock „Maria Immaculata“ an der Hofeinfahrt Lengers, Altenburg 8!/\|BW]]       | Bildstock „Maria Immaculata“ an der Hofeinfahrt Lengers                   | Laer Altenburg 8 Karte                                                               | | 1812 (Gehäuse) 1934 (Marienfigur)                       | 07.09.1989       | A 26            |
| BW | Speichergebäude                                                           | Laer Altenburg 4 Karte                                                               | | 18. Jahrhundert                                         | 11.09.1989       | A 27            |
| BW | Bauernhaus und Durchfahrtscheune                                          | Laer Altenburg 4 Karte                                                               | Bauernhaus, Speicher, Durchfahrtremise                                                                           | um 1800                                                 | 15.04.1996       | A 27a           |
| weitere Bilder | Historische Kegelbahn                                                     | Laer Am Bach 6 vor der alten Gaststätte                                              | freistehende Fachwerkkegelbahn                                                                                   | um 1900                                                 | 18.10.1990       | A 28            |
| BW | Speicher (sogenannte Mausescheune)                                        | Laer Vowinkel 9 Karte                                                                | |                                                         | 14.02.1991       | A 29            |
| BW | Villengebäude                                                             | Bachstraße 10 Karte                                                                  | | kurz nach 1900                                          | 25.05.1992       | A 30            |
| BW | Kleiner Gaststättensaal mit sehr gut erhaltener Decke in Holzkonstruktion | Laer Am Bach 6 Karte                                                                 | | 1890–1900                                               | 20.06.1994       | A 31            |
| BW | Holzschuhmacherei einschl. Ausstattung                                    | Laer Terup 25 Karte                                                                  | eingeschossiges Massivgebäude unter Satteldach                                                                   | 1950er Jahre                                            | 24.04.1996       | A 32            |
| BW | Speicher und Bauernhaus                                                   | Laer Altenberger Straße 14 Karte                                                     | | 1827 (Speicher) erste Hälfte des 19. Jahrhunderts       | 12.01.1998       | A 33            |